# Mericien Venzon

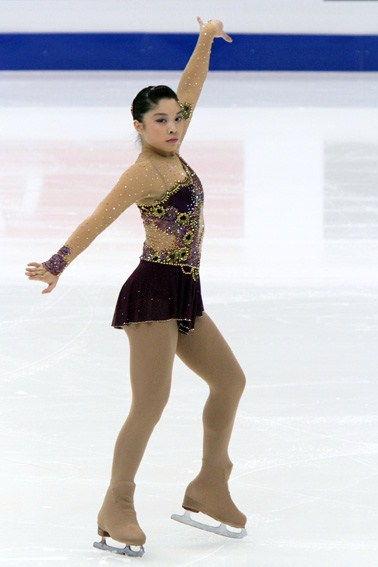
Mericien Venzon bij het Vier Continenten Kampioenschap 2011

Mericien Venzon (Hayward, 22 augustus 1991) is een Filipijnse kunstschaatsster.
Venzon, die werd geboren in de Verenigde Staten als dochter van Filipijnse migranten, begon op 4-jarige leeftijd met schaatsen. Haar eerste grote succes behaalde ze op 17-jarige leeftijd, toen ze als student aan de UCLA het Filipijns kampioenschap kunstschaatsen van 2009 won. Ze slaagde er later dat jaar niet in zich te kwalificeren voor de Olympische Winterspelen van 2010. Toen ze op het 4CK van 2010 met een 24e plek lager eindigde dan de andere Filipijnse deelneemster Lauren Ko (20e), besloot de Philippine Skating Union (PSU), ondanks een eerdere belofte, niet Venzon maar Ko uit te zenden naar de Wereldkampioenschappen kunstschaatsen van 2010. In 2011 deed ze wel mee aan de Aziatische Winterspelen van 2011, waar ze een de elfde plek veroverde. Ook nam ze dat jaar voor de tweede keer deel aan het 4CK (ze werd 22e) en werd ze wel uitgezonden naar de wereldkampioenschappen, in de kwalificatie behaalde ze de 17e plaats, onvoldoende om door te gaan naar de officiële wedstrijd (korte kür). In 2012 was ze deelneemster op het 4CK van 2012 waar ze als 27e eindigde, drie plaatsen lager dan haar debuterende landgenote Zhaira Costiniano.

## Persoonlijke records
Behaald tijdens ISU wedstrijden.
| records             | punten      | datum                 | toernooi                      |
| ------------------- | ----------- | --------------------- | ----------------------------- |
| Hoogste totaalscore | 84.17       | 20-02-2011            | 4CK                           |
| Hoogste korte kür   | 29.68       | 24-09-2010            | JGP SBC Cup (Karuizawa)       |
| Hoogste vrije kür   | 53.53 66.94 | 20-02-2011 26-04-2011 | 4CK (tijdens kwalificatie WK) |

## Belangrijke resultaten
| Resultaten                            | 09/10 | 10/11     | 11/12 |
| ------------------------------------- | ----- | --------- | ----- |
| Wereldkampioenschappen kunstschaatsen |       | kw. (17e) |       |
| Viercontinentenkampioenschap          | 24e   | 22e       | 27e   |
| Nationaal kampioenschap               |       | Zilver    | Brons |
| Aziatische Winterspelen               |       | 11e       |       |
| Nebelhorn Trophy                      | 27e   |           |       |

kw. = kwalificatie